# George Herbert
George Herbert (Montgomery, Powys, Gal·les, 3 d'abril de 1593 - Bemerton, Wiltshire, Anglaterra, 1 de març de 1633) fou un prevere anglicà gal·lès, poeta en anglès. És venerat com a sant per l'anglicanisme i el luteranisme.

## Biografia

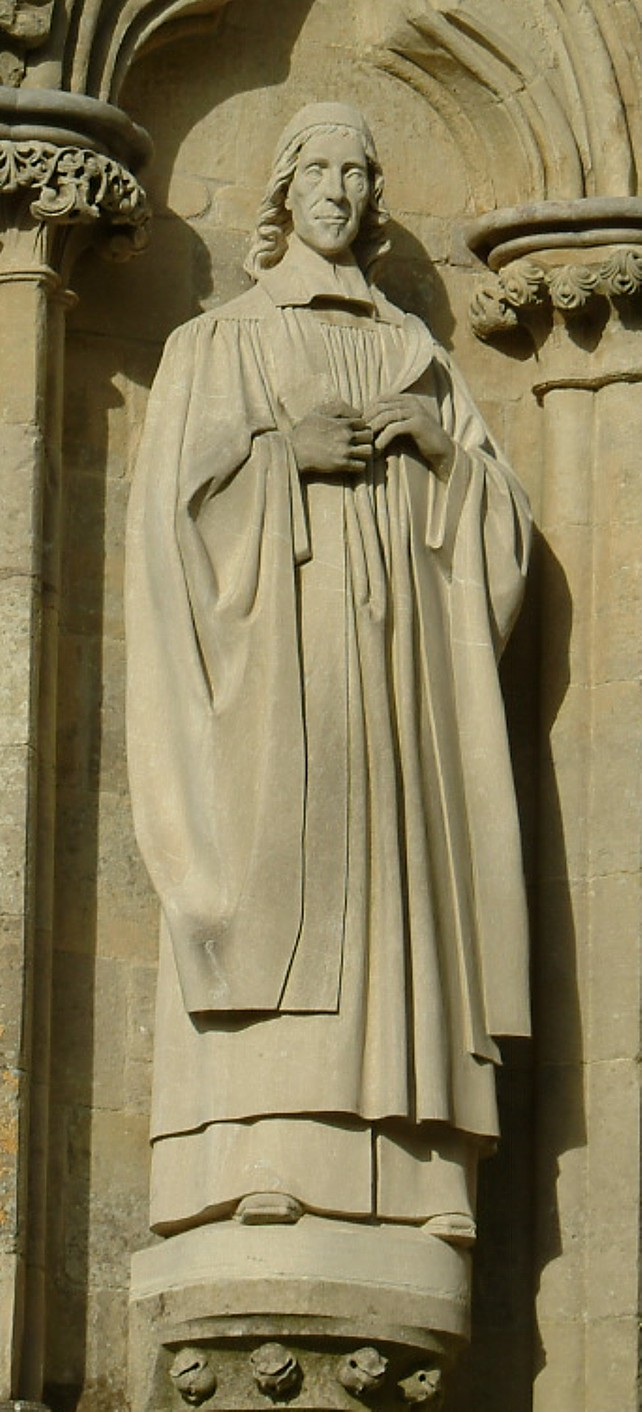
Escultura a la catedral de Salisbury.

Nascut a Gal·les al si d'una família rica, va rebre una bona educació en un ambient interessat per les arts, que el portarien a ocupar càrrecs a la Universitat de Cambridge i el Parlament del Regne Unit. Estudià al Trinity College de Cambridge, on va excel·lir en la llengua i la música. Volia fer-se prevere, però va cridar l'atenció del rei Jaume I d'Anglaterra que el portà a Londres, on estigué al Parlament durant dos anys.
En morir el rei, Herbert s'ordenà ministre de l'Església d'Anglaterra en 1630. Passà la resta de la seva vida com a rector de la parròquia de Fugglestone St Peter i Bemerton St Andrew, prop de Salisbury. Se n'ocupà molt dels fidels, ajudant-los en les seves necessitats materials i espirituals. Encara en vida seva, Henry Vaughan el qualificà de "gloriosíssim sant i profeta".
Va escriure poemes religiosos, caracteritzats per la precisió del llenguatge, la varietat mètrica i un ús enginyós de les figures i conceptes, en la línia dels poetes metafísics anglesos del moment. En una carta a Nicholas Ferrar, ell mateix diu que els seus escrits són "pintura dels conflictes espirituals entre Déu i la seva ànima abans que hagués subjectat la meva voluntat a Jesús, el meu amo". Alguns d'aquests poemes es transformaren en himne utilitzats encara avui a la litúrgia: "King of Glory, King of Peace" (o Praise), "Let all the world in every corner sing" (Antiphon) o "Teach me, my God and King" (The Elixir).